# منتخب الفلبين لكرة اليد للسيدات
منتخب الفلبين لكرة اليد للسيدات هو ممثل الفلبين الرسمي في المنافسات الدولية في كرة اليد للسيدات
.